# The Philadelphia Inquirer
The Philadelphia Inquirer è un quotidiano mattutino della zona di Filadelfia, la Pennsylvania e il resto dell'Area metropolitana di Filadelfia. Fu fondato da John R. Walker nel giugno del 1829 - all'inizio della presidenza di Andrew Jackson - con il nome di The Pennsylvania Inquirer ed è il terzo giornale in attività degli Stati Uniti per età. Di proprietà della cordata locale Philadelphia Media Holdings LLC, l'Inquirer vanta il sedicesimo posto nella classifica dei giornali più venduti nei giorni feriali negli Stati Uniti ed ha vinto 18 Premi Pulitzer.
La storia del giornale è fatta da alti e bassi per quanto riguarda l'importanza. The Inquirer divenne probabilmente uno dei giornali più letti durante la Guerra Civile Americana, quando i suoi bollettini di guerra erano apprezzati su entrambi i fronti. La tiratura crollò alla fine della guerra, per riaumentare verso la fine del XIX secolo. In principio sostenitore del Partito Democratico, spostò in seguito le sue simpatie verso il Partito Whig, per arrivare poi al Partito Repubblicano. Divenne finalmente politicamente indipendente a metà del XX secolo. Prima della fine degli anni sessanta l'Inquirer venne superato dal suo principale concorrente, il Philadelphia Evening Bulletin, e mancava di attrezzatura moderna e di uno staff d'esperienza. Negli anni settanta un nuovo proprietario, la Knight Ridder, e dei nuovi redattori riuscirono invece a trasformare il giornale in uno dei più importanti ed autorevoli degli Stati Uniti, aggiudicandosi ben 17 Premi Pulitzer in quindici anni. Il suo prestigio da allora ha ricominciato a svanire, per una politica di taglio dei costi e per la decisioni di avere un taglio più locale che nazionale.

## Storia

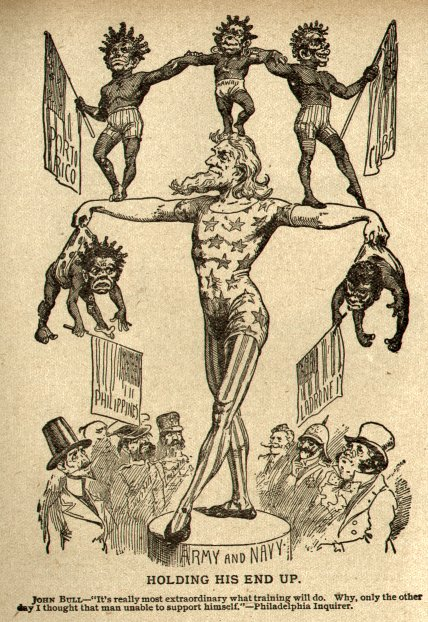
1899: Vignetta satirica sullInquirer. Dopo la Guerra ispano-americana, lo Zio Sam tiene in equilibrio le sue nuove conquiste, dipinte come bambini selvaggi. Nella figura notiamo le Hawaii (in alto), le Filippine, Cuba, Porto Rico e le Isole Marianne (fino all'inizio del XX secolo chiamate Ladrones). In basso le potenze mondiali osservano. La didascalia è un commento ironico di John Bull: "Ciò che riesce a fare l'allenamento è veramente straordinario perché, soltanto l'altro giorno, pensavo che quell'uomo non fosse nemmeno in grado di sostenere se stesso".

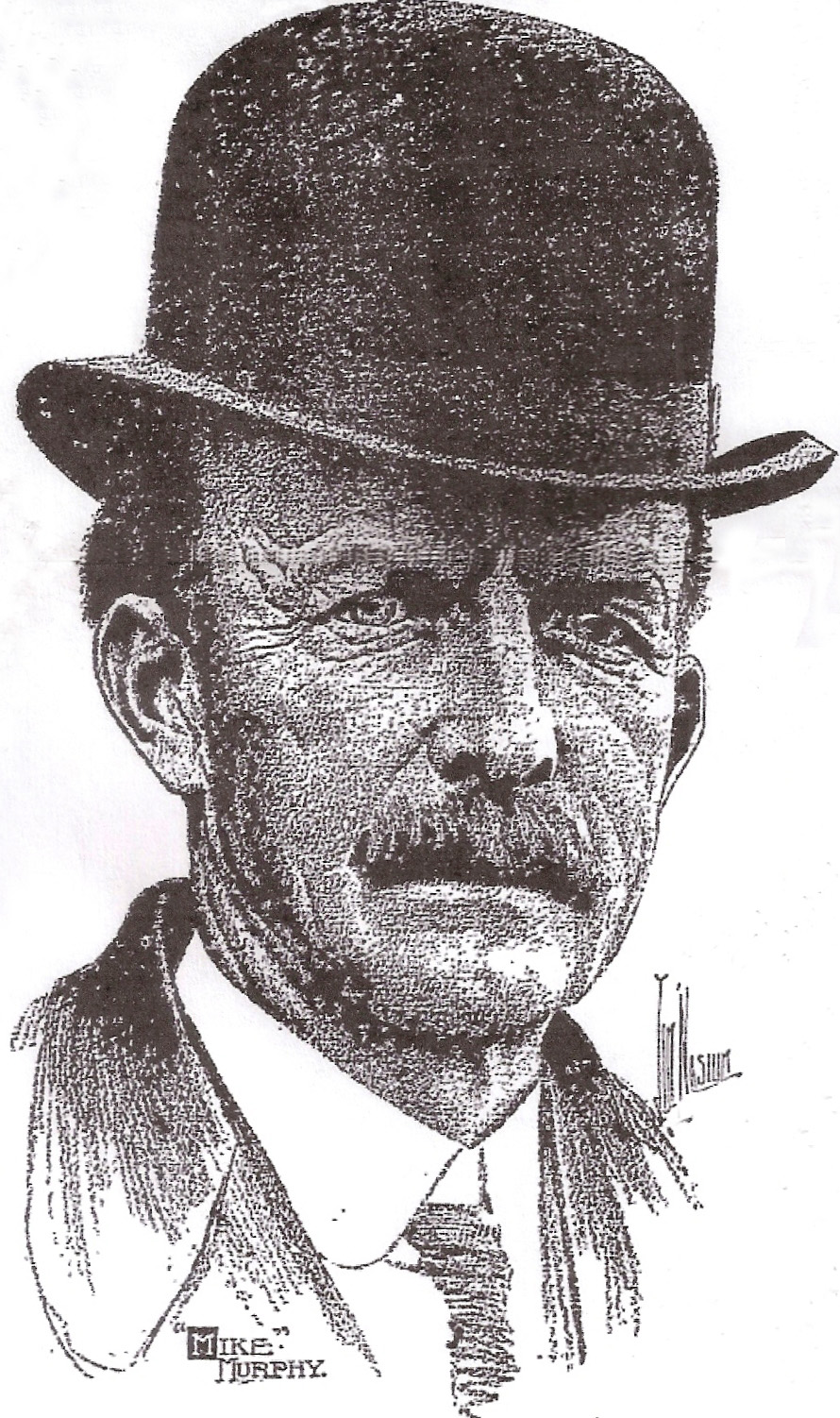
1913: Immagine mortuaria tratta dall'Inquirer dell'allenatore di atletica statunitense Michael Charles "Mike" Murphy.

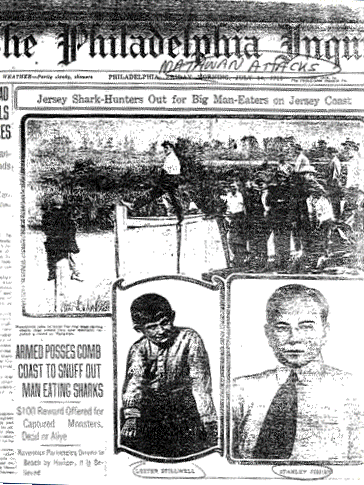
14 luglio 1916: il Philadelphia Inquirer sugli attacchi di squalo del Jersey Shore.

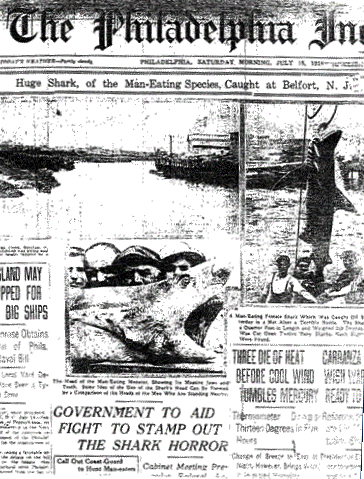
15 luglio 1916: il Philadelphia Inquirer sugli attacchi di squalo del Jersey Shore.

Il The Philadelphia Inquirer è stato fondato con il nome di The Pennsylvania Inquirer dal tipografo John R. Walker e da John Norvell, ex editore del giornale all'epoca più importante di Filadelfia, l'Aurora & Gazette. Un editoriale nel primo numero del The Inquirer prometteva che il quotidiano avrebbe dato voce anche alle opinioni della minoranza e che si sarebbe dedicato al 
 In seguito supportò il futuro Presidente Andrew Jackson e 
 In base alla data di fondazione, il primo giugno 1829, il Philadelphia Inquirer è il terzo quotidiano statunitense in attività in ordine di età. Nel 1962 comunque, uno storico incaricato dal giornale dimostrò che le sue origini risalivano al The Pennsylvania Packet di John Dunlap, che era stato fondato nel lontano 28 ottobre 1771. Nel 1850 il The Packet si era unito ad un altro giornale dell'epoca, il The North American che più tardi confluì a sua volta nel Philadelphia Public Ledger. Infine il Public Ledger fu assorbito negli anni trenta dall'Inquirer, che tra il 1962 ed il 1975 poté fregiarsi di una linea in prima pagina dove si dichiarava il giornale in attività più antico d'America.
Sei mesi dopo la fondazione, a causa della concorrenza di altre 8 testate cittadine con più esperienza e per mancanza di fondi, Norvell e Walker furono costretti a vendere il giornale all'editore della United States Gazette Jesper Harding. In seguito fu per breve tempo proposto come quotidiano pomeridiano, per poi ritornare all'originale formato mattutino nel gennaio 1830. Nel 1829, sotto la direzione di Harding l'Inquirer si trasferì dalla sede originale tra Front Street e la Seconda Strada verso la nuova tra la Seconda e la Terza. Quando poi Harding rilevò il Morning Journal nel gennaio 1830, il nuovo Inquirer si stabilì a Sud della Seconda Strada. Dieci anni dopo la sede cambiò di nuovo e fu spostata in un palazzo interamente dedicato al giornale all'angolo tra la Terza Strada e Carter's Alley. i contenuti della testata furono ampliati e l'Inquirer divenne presto uno dei più importanti giornali di Filadelfia. Tra le novità c'erano le fiction e nel 1840 Harding riuscì ad ottenere il diritto di pubblicare molti racconti di Charles Dickens in cambio di una grossa somma. Al tempo l'avvenimento fece scalpore in quanto la pratica comune era di pagare un piccolo rimborso o addirittura di non pagare diritti d'autore per la pubblicazione di racconti di autori stranieri.

### Dalla Guerra Civile agli anni venti
Harding andò in pensione nel 1859 e fu sostituito da suo figlio William White Harding, che già da 3 anni era diventato suo socio. Fu allora che il nome del giornale fu cambiato ne The Philadelphia Inquirer. Per tentare di aumentare le vendite, il giovane Harding tagliò il prezzo della copia, iniziò ad effettuare consegne domestiche e posizionò degli strilloni per le strade. Riuscì a portare la tiratura da circa 7000 copie nel 1859 a circa 70000 nel 1863. Parte di questo successo è dovuto alla grande fame di novità degli Americani durante la Guerra di secessione. Da 25.000 a 30.000 copie erano distribuite ai soldati dell'Unione al fronte e molte volte il Governo richiese la pubblicazione di edizioni speciali dedicate alle milizie. Il The Philadelphia Inquirer supportava l'Unione, ma Harding si sforzò di mantenere un atteggiamento neutrale sulla sua testata durante il corso del conflitto. Gli stessi generali della Confederazione consultavano spesso copie del giornale, ritenendo che i bollettini di guerra fossero molto accurati.
Durante la Prima battaglia di Bull Run, nel 1861, era presente il giornalista dell'Inquirer Uriah Hunt Painter. La battaglia si risolse in una grande vittoria delle armate confederate. I giornali del Nord, riportarono la notizia tendenziosa proveniente da fonti governative secondo la quale la battaglia era stata invece vinta dall'Unione. Il The Inquirer però, pubblicò il resoconto di prima mano di Painter. Le folle minacciarono addirittura di incendiare l'edificio della testata per questa presa di posizione. Un fatto simile, che dimostra l'imparzialità dell'Inquirer si verificò quando il Generale George Meade, stizzito per un rapporto sul suo conto, fece punire il giornalista Edward Crapsey, che l'aveva scritto. In seguito per ripicca Crapsey e altri corrispondenti di guerra attribuirono tutti i meriti per le vittorie dell'Armata del Potomac, comandata da Meade, ad Ulysses Simpson Grant, che comandava l'intero esercito unionista. Tutte le sconfitte dell'Armata del Potomac erano invece attribuite completamente a Meade.
Nel corso della guerra l'Inquirer continuò a crescere in termini di staff e si trasferì presso una nuova sede, in un grande edificio su Chestnut Street. Alla fine del conflitto però, le restrizioni economiche del tempo unite a una grave malattia di Harding portarono il giornale al tracollo. Dalle 70000 copie del periodo bellico si scese a 5000 nel 1888. Nel 1889 perciò, la testata fu ceduta all'editore James Elverson. Per riportarlo in auge, Elverson cambiò sede, introdusse dei macchinari di nuova generazione ed aumentò le dimensioni dello staff. Il nuovo Philadelphia Inquirer iniziò a stampare il primo marzo a fu abbastanza fortunato da permettere a Elverson di introdurre un'edizione domenicale. Nel 1890, per aumentare ancora di più le vendite, fu operato un taglio al prezzo della copia e le dimensioni del quotidiano aumentarono permettendo l'inserzione dei cosiddetti piccoli annunci pubblicitari. Dopo 5 anni, lo staff si trasferì in un edificio ancora più grande su Market Street ed in seguito fu anche costretto ad allargarsi alle proprietà adiacenti.
In seguito alla morte di Elverson nel 1911, il figlio avuto dalla moglie Sallie Duvall, James Elverson Jr., prese le redini del quotidiano. Sotto la guida di Elverson Jr., il giornale continuò a crescere, fino a doversi trasferire ancora una volta in un edificio ancora più grande. Fu allora che Elverson Jr. acquistò un terreno tra Broad Street e Callowhill Street e costruì lo storico Elverson Building, oggi conosciuto come Inquirer Building. La prima copia proveniente dalle nuove rotative fu in edicola il 13 luglio 1925. Elverson Jr. morì nel 1929 e sua sorella, Eleanor Elverson, sposata con Jules Patenotre des Noyers, prese il comando.

### Gli anni degli Annenberg
| Anno | Giorni feriali | Domenica  |
| ---- | -------------- | --------- |
| 1936 | 280.093        | 369.525   |
| 1938 | 345.422        | 1.035.871 |
| 1968 | 648.000        | 905.000   |
| 1984 | 533.000        | 995.000   |
| 1990 | 511.000        | 996.000   |
| 1999 | 402 000        | 802 000   |
| 2002 | 373.892        | 747.969   |
| 2006 | 350.457        | 705.965   |
| 2007 | 338.049        | 645.095   |

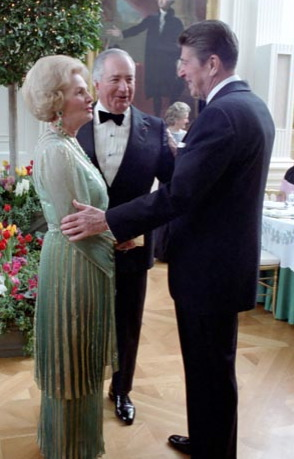
Walter Annenberg e la moglie Leonore con il Presidente Ronald Reagan alle celebrazioni per il suo compleanno.

Eleanor Elverson Patenôtre decise di operare dei tagli alle spese del giornale, ma non era davvero interessata a gestirlo, e presto la proprietà fu messa in vendita. Cyrus Curtis e la Curtis-Martin Newspapers Inc. acquistarono il giornale il 5 marzo 1930. Curtis morì soltanto un anno dopo ed il suo posto fu preso dal genero, John Charles Martin. Martin fuse il The Inquirer con un altro giornale, il Public Ledger, ma la Grande depressione investì la Curtis-Martin Newspapers e la compagnia fallì, non riuscendo a pagare il suo debito nei confronti dei precedenti proprietari dell'Inquirer. Di conseguenza la proprietà tornò alla famiglia Patenôtre ed alla Elverson Corporation. Charles A. Taylor fu eletto presidente della The Inquirer Company e condusse il giornale pro tempore fino all'acquisto da parte di Moses L. Annenberg avvenuto nel 1936. Il periodo compreso tra le direzioni di Elverson Jr. ed Annenberg fu buio, in quanto la linea editoriale si ostinava ad ignorare le tristi novità economiche del periodo della Depressione. La recessione permise al giornale di John David Stern, il Philadelphia Record, di superare l'Inquirer per numero di vendite e gli permise anche di divenire il più importante giornale della Pennsylvania.
Sotto la guida di Moses Annenberg, il The Inquirer tornò alla ribalta. Il nuovo editore decise di esplorare nuovi argomenti, aumentò le dimensioni dello staff e fece ricorso a grandi campagne pubblicitarie per aumentare le vendite. Le vendite nei feriali del 1936, ferme a 280,093, aumentarono fino a 345,422 nel novembre 1938. Le vendite del Record nello stesso periodo crollarono da 328322 a 204000. Nel 1939 Annenberg fu accusato di evasione fiscale. Si dichiarò colpevole prima del processo e fu spedito in prigione dove morì nel 1942. La guida della testata passò a suo figlio, Walter Annenberg. Poco tempo dopo,nel 1947 il Record smise l'attività ed il The Inquirer divenne così l'unico grande quotidiano mattutino di Filadelfia. Con l'obiettivo di superare il più grande giornale in assoluto della città, il Philadelphia Evening Bulletin, il The Inquirer continuò a cercare di aumentare i profitti. Nel 1948 Annenberg allargò la sede con una nuova struttura che ospiterà le nuove rotative dedicate dapprima alla testata principale, e poi negli anni '50 e '6, le nuove acquisizioni di Annenberg, le riviste Seventeen e TV Guide. Nel 1957 Annenberg acquistò il Philadelphia Daily News e combinò strutture e macchinari di quest'ultimo con quelli già di sua proprietà.

In seguito uno sciopero di 38 giorni nel 1958 mise in ginocchio l'Inquirer e, alla fine dello sciopero, così tanti reporter avevano accettato la corte della concorrenza che la redazione era rimasta praticamente vuota. Per di più, molti dei giornalisti rimasti erano stati appena assunti ed avevano poco esperienza. Uno dei pochi giornalisti di grido rimasti, che lavorò per la testata per tutti gli anni cinquanta e sessanta, era il reporter investigativo Harry Karafin. Durante la sua carriera riuscì a scoprire episodi di corruzione ed altri casi per l'Inquirer, ma allo stesso tempo estorse denaro da individui ed organizzazioni. Karafin avrebbe sempre dichiarato di essere stato in possesso di informazioni innocue che aveva insabbiato in cambio di denaro. Tutto ciò andò avanti dai tardi anni '50 al 1967 quando Karafin fu scoperto e condannato per estorsione l'anno successivo. Prima della fine degli anni sessanta, i redditi da vendite e pubblicità erano calati drasticamente e l'Inquirer fu tristemente descritto dal Time come 

### Gli anni recenti

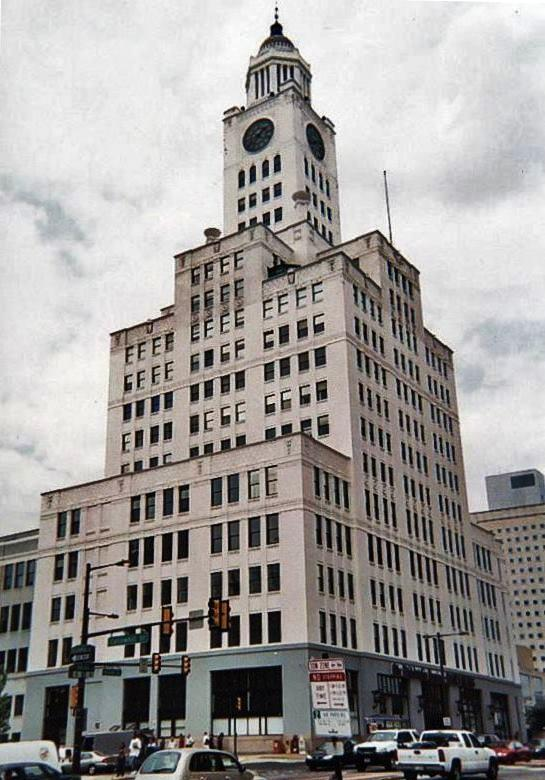
L'Inquirer Building su North Broad Street.

Nel 1969 Annenberg ricevette un'offerta di 55 milioni di dollari per l'Inquirer da Samuel Irving Newhouse, ma aveva già concesso diritto di prelazione a John Shively Knight e lo cedette proprio a quest'ultimo. Il The Inquirer, insieme al Philadelphia Daily News, divenne parte della Knight Newspapers e della sua nuova consociata, la Philadelphia Newspapers Inc.. Cinque anni dopo, la Knight Newspapers si fuse con la Ridder Publications a formare la Knight Ridder.

Dopo l'acquisto, lo staff del The Inquirer fu ridotto, l'equipaggiamento rimase quello obsoleto degli anni precedenti e molti dipendenti erano poco preparati. Alla fine il principale concorrente, l'Evening Bulletin, superò il giornale di molto per numero di vendite nei giorni feriali. Fu grazie all'intervento del nuovo direttore esecutivo Gene Roberts, nel 1972, che il quotidiano riuscì ancora una volta a superare la crisi. Tra il 1972 ed il 1990, il The Inquirer si aggiudicò diciassette Premi Pulitzer, sei dei quali consecutivi tra il 1975 ed il 1980, e più premi giornalistici di tutte le altre testate statunitensi. Il Time inserì il giornale nella classifica dei migliori 10 d'America e definì le innovazioni di Robert come 

Nel luglio del 1980 il The Inquirer era divenuto il più venduto quotidiano di Filadelfia, obbligando l'Evening Bulletin a chiudere 2 anni dopo. Il successo comportò naturalmente anche delle difficoltà. Tra il 1970 ed il 1985 il giornale subì 11 scioperi, il più lungo dei quali durò 46 giorni nel 1985. L'Inquirer fu anche criticato perché offriva una copertura 
 Tutto ciò non impedì la crescita del quotidiano negli anni ottanta né, dopo la chiusura del Bulletin, di assumere 17 dei suoi migliori reporter e di allargare gli uffici per attirare i lettori dell'ex rivale. nel 1989 lo staff editoriale della Philadelphia Newspapers Inc. aveva la bellezza di 721 impiegati.

Gli anni novanta videro una graduale diminuzione delle vendite e dei ricavi pubblicitari. Questo declino faceva parte di una stagnazione generalizzata del settore negli Stati Uniti, ma gli effetti furono esacerbati, in base alle dichiarazioni degli insoddisfatti dipendenti di allora, dalla resistenza degli editori a quei cambiamenti, implementati da altre testate, che avrebbero permesso di trattenere qualche lettore e dalle continue pressioni volte al taglio dei costi provenienti dalla Knight Ridder. Durante la maggior parte dell'attività di direzione di Robert, la proprietà gli aveva concesso grande libertà, ma in questo periodo la Knight Ridder, preoccupata per la resa del giornale iniziò a partecipare più attivamente alle decisioni. Iniziò a spingere la direzione affinché allargasse le vendite ai sobborghi, più proficui, ed allo stesso tempo impose la riduzione di costi, staff e notizie nazionali ed internazionali. I tagli continuarono fino al 2006, quando la Knight Ridder cambiò proprietà, ed i miglio reporter accettarono le offerte di altri quotidiani come il The New York Times ed il The Washington Post. Alla fine degli anni '90, tutti i redattori di alto livello che avevano lavorato con Eugene Roerts negli anni settanta ed ottanta se ne erano andati, e nessuno di loro per sopraggiunti limiti di età. Dopo gli anni ottanta, il giornale si aggiudicò un solo Pulitzer, quello del 1997 per il giornalismo esplicativo. Nel 1998 il giornalista del The Inquirer Ralph Cipriano citò la Knight Ridder, il giornale e l'editor Robert Rosenthal per diffamazione in seguito ai commenti su Cipriano fatti da Rosenthal sul Washington Post. Cipriano lamentava come fosse difficile denunciare dalle pagine del Philadelphia Inquirer episodi negativi riguardanti l'Arcidiocesi di Filadelfia, e Rosenthal in seguito dichiarò che Cipriano aveva 
 La causa fu poi discussa in tribunale nel 2001.
La Knight Ridder è stata acquistata dalla rivale McClatchy nel giugno del 2006. Il The Philadelphia Inquirer ed il Philadelphia daily news erano già stati inseriti in una lista di 12 giornali considerati poco redditizi e quindi messi in vendita dalla McClatchy al momento dell'annuncio dell'accordo in marzo. Il 29 giugno, i due giornali sono stati ceduti alla Philadelphia Media Holdings LLC, una cordata che include diversi imprenditori di Filadelfia, tra i quali spicca Brian P. Tierney, direttore esecutivo del gruppo. I nuovi proprietari hanno pianificato di investire circa 5 milioni di dollari in pubblicità per migliorare l'immagine ed aumentare la fetta di mercato del The Inquirer. Negli anni dopo il 2006, il giornale ha patito costi non previsti dovuti soprattutto alle grandi campagne pubblicitarie intraprese e soprattutto ha dovuto far fronte a una continua emorragia di vendite. I mancati ricavi hanno costretto il management a tagliare 400 posti di lavoro in 3 anni. Il 21 agosto 2007, la Philadelphia Media Holdings ha annunciato l'intenzione di mettere in vendita lo storico The Inquirer Building per ripianare i debiti della compagnia, contratti al momento dell'acquisto delle 2 testate giornalistiche. Nonostante gli sforzi nel taglio dei costi, Philadelphia Newspapers LLC è ricorsa al Chapter 11 per proteggersi dalla bancarotta il 21 febbraio 2009. Philadelphia Media Holdings è ancora indebitata per circa 390 milioni di dollari che ha preso in prestito per acquistare il The Inquirer ed il Daily News.

## Linea politica

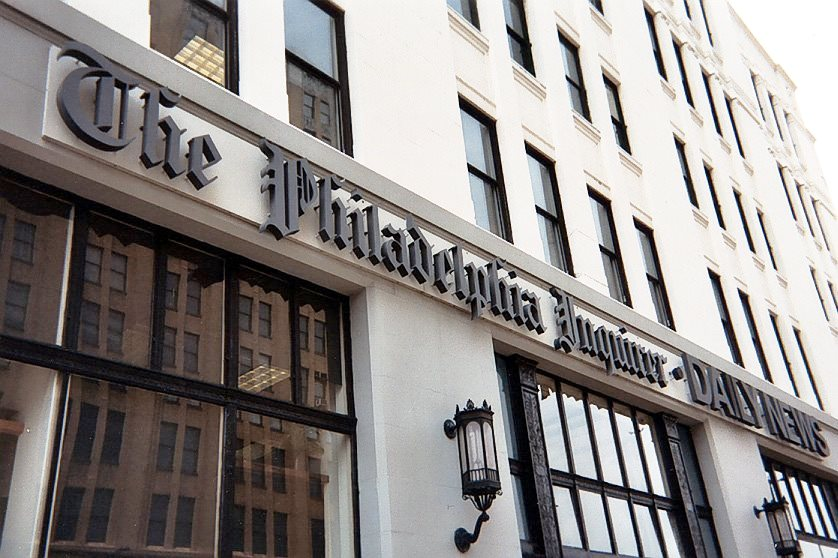
L'insegna presso l'ingresso principale del The Inquirer Building.

John Norvell abbandonò il suo lavoro di editore per l'Aurora & Gazette perché si trovava in disaccordo con quella che secondo lui era una linea editoriale di approvazione nei confronti di una transizione verso un sistema di classi di stampo europeo nella società statunitense. Quando fondò il The Inquirer assieme a John Walker infatti, i due volevano che il giornale rappresentasse tutte le classi, e non solo le fasce più agiate della società. Il nuovo quotidiano supportò fin dall'inizio la democrazia jeffersoniana ed il Presidente Andrew Jackson, e si dichiarò difensore dei diritti delle minoranze. Una leggenda sulla fondazione del giornale racconta che Norvell un giorno disse: 

Quando Norvell e Walker cedettero la testata a Jesper Harding, questi mantenne le idee politiche originarie e supportò il Partito Democratico. Quando però si trovò in disaccordo con la gestione del Presidente Jackson della cosiddetta Seconda Banca degli Stati Uniti iniziò a supportare l'ala dissidente dei democratici. Poi, alle elezioni presidenziali del 1836, il The Inquirer supportò il candidato del Partito Whig a scapito di quello del Partito Democratico, ed in seguito fece lo stesso con altri candidati Whig.. Agli albori della Guerra di secessione, il The Inquirer supportò la conservazione dell'Unione e si dimostrò critico nei confronti dell'abolizionismo, che secondo la direzione era stato la causa della Secessione. Una volta iniziata la guerra, il giornale mantenne una condotta neutrale nel riportare i fatti, ma si dichiarò apertamente dalla parte unionista. In un primo tempo, la linea editoriale era contraria all'emancipazione degli schiavi, ma dopo una serie di sconfitte delle armate nordiste, iniziò a sostenere una posizione a favore della guerra e delle idee repubblicane. In un articolo del luglio 1862 si legge che 

### La Bibbia repubblicana
Sotto la guida di James Elverson, il The Philadelphia Inquirer dichiarò che 
 Durante la Convention repubblicana del 1900 a Filadelfia, Elverson fece appendere una grande insegna luminosa che proclamava 
 All'inizio del XX secolo il giornale iniziò inoltre delle campagne editoriali per migliorare la vita dei cittadini di Filadelfia; tra le altre cose lottò per la pavimentazione delle strade principali e per l'arresto di un piano corrotto che avrebbe previsto l'acquisto dell'inquinato Schuylkill Canal per ricavarne acqua potabile. Le idee politiche del padre condizionarono anche Elverson Jr., e negli anni '20, la testata divenne nota come la 

Tra il 1929 ed il 1936, quando la guida era dei Patenotre e della Curtis-Martin, il The Inquirer continuò a sostenere il Partito Repubblicano ed il Presidente Herbert Hoover; non riportò infatti adeguatamente le notizie disastrose riguardanti la Grande depressione. Le statistiche sulla disoccupazione e sulle cessioni d'attività furono completamente ignorate, anche quando provenivano da fonti governative. Le informazioni sulla chiusura delle banche di Filadelfia furono addirittura relegate in coda alle pagine finanziarie. Quando Moses Annenberg rilevò il giornale, annunciò che voleva che il giornale 
 ma allo stesso tempo in un incontro con gli editori poco tempo dopo, propose che il quotidiano divenisse indipendente e sostenesse Franklin Delano Roosevelt alle successive elezioni presidenziali. Gli editori rifiutarono tuttavia l'idea ed il giornale rimase repubblicano. Nei tardi anni '30 Annenberg si trovò in disaccordo con il New Deal e la gestione degli scioperi da parte del nuovo Presidente. Pubblicò dei feroci editoriali contro Roosevelt ed i suoi sostenitori. Ad esempio si oppose fortemente al governatore democratico della Pennsylvania George Howard Earle III ed il suo giornale supportò il candidato repubblicano alle successive elezioni amministrative per la Pennsylvania stessa. Quando i Repubblicani vinsero le elezioni ci fu una festa al quartier generale del The Inquirer con razzi rossi e colpi di cannone. La campagna del giornale attirò addirittura l'attenzione della Casa Bianca. Annenberg aveva trasformato il giornale nel principale concorrente del democratico Record, e dopo che aveva scelto di concentrarsi sulle notizie politiche, molti politici democratici cominciarono ad attaccarlo e ad accusarlo di pratiche illegali. Nel 1939 Annaenberg fu accusato di evasione fiscale e, dopo essersi dichiarato colpevole, fu spedito in prigione per tre anni. Gli amici ed il figlio Walter dichiararono sempre che l'intero processo aveva motivazioni politiche e, anche se Annenberg era davvero colpevole, la sentenza era stata più severa del necessario.

### Quotidiano indipendente
Dopo la chiusura del Record nel 1947, il The Inquirer annunciò che da quel momento sarebbe stato un quotidiano indipendente e la dirigenza, frustrata dalla corruzione dilagante a Filadelfia, diede sostegno ai candidati democratici alle elezioni del 1951. Mentre Walter Annenberg rendeva il The Inquirer indipendente, lo usò per attaccare le persone che disprezzava. Quando delle persone lo attaccavano o lo criticavano, erano messe in una lista nera e non venivano più citate sulle sue pagine. Le immagini che le ritraevano venivano addirittura ritoccate per farle scomparire. Di questa lista fecero parte Nicholas Katzenbach, Ralph Nader, Zsa Zsa Gábor, e l'intera squadra di pallacanestro dei Philadelphia Warriors (oggi Golden State), che non furono intervistati o citati per un'intera stagione. Nel 1966, Walter Annenberg dalle pagine del The Inquirer attaccò pesantemente il candidato democratico per le governative della Pennsylvania Milton Shapp. Nel corso di una conferenza stampa, uno dei suoi giornalisti gli chiese se fosse mai stato in un ospedale psichiatrico. Ovviamente Shapp, non essendovi mai stato ricoverato rispose di no. Il titolo del giornale il giorno successivo era 
 In seguito Shapp attribuirà la sua sconfitta agli attacchi di Annenberg.
Annenberg era finanziatore ed amico di Richard Nixon. Nel corso delle elezioni presidenziali del 1952, ci fu chi sostenne che Annenberg abbia chiuso un occhio sulle appropriazioni indebite di fondi compiute dallo stesso Nixon. In seguito, per evitare accuse di pregiudizi politici, Annenberg impose al The Inquirer di servirsi solo di agenzie di stampa(ad esempio la Associated Press) come fonti per le elezioni del 1960e del 1968. Quando Nixon fu eletto nel 1968, Annenberg venne nominato ambasciatore degli Stati Uniti presso la Corte di San Giacomo. Un anno dopo cedette la proprietà alla Knight Newspapers. Una parte dell'accordo prevedeva che sul quotidiano sarebbe dovuto comparire il suo nome sotto il ruolo di "Redattore ed editore emerito". Nel '70 Annenberg, in disaccordo con la nuova linea del giornale dopo un editoriale contro Richard Nixon, fece rimuovere il suo nome dalle pagine del The Inquirer.
Nel periodo in cui la proprietà era i mano alla Under Knight Ridder, il The Inquirer continuò ad essere indipendente. Blog conservatori comunque, lo hanno additato come di sinistra, ed il giornale non ha più sostenuto un Repubblicano per la corsa alla Casa Bianca dai tempi di Gerald Ford nel 1976. Per tutti gli anni '90 e l'inizio del XXI secolo, gruppi sostenitori di Israele come la Zionist Organization of America hanno inoltre accusato a più riprese la testata di essere antisionista. Allo stesso tempo Edward S. Herman, un media analyst dell'Università della Pennsylvania, ha scritto diversi articoli dove accusava il The Inquirer di essere influenzato da visioni conservative e di aver dato un taglio conservatore ad articoli ed editoriali. Nel 2006, il The Inquirer fu uno dei grandi quotidiani statunitensi che pubblicarono una delle caricature di Maometto, apparse per la prima volta sul quotidiano danese Jyllands-Posten, che hanno scatenato le proteste degli ambienti musulmani. In seguito, da parte di organizzazioni islamiche, furono organizzati dei picchetti di protesta all'esterno dell'Inquirer Building.
Quando la Philadelphia Media Holdings L.L.C. (PMH) acquistò la testata nel 2006, Brian P. Tierney e gli altri imprenditori della cordata firmarono un patto promettendo che non avrebbero cercato di influenzare i contenuti degli articoli. Tierney, un attivista Repubblicano e public relator che negli anni ha rappresentato molti gruppi locali nell'area di Filadelfia, in passato aveva anche criticato il The Inquirer per la sua condotta politica. Uno dei suoi clienti era stata ad esempio l'Arcidiocesi di Filadelfia, che aveva rappresentato durante la disputa Tierney-Cipriano. Alla dirigenza della PMH apparteneva anche Bruce E. Toll, vicepresidente della Toll Brothers Inc. Tierney ha sempre dichiarato di rendersi conto che la via più rapida per rovinare il suo investimento sarebbe stata minacciare l'indipendenza del quotidiano. Nel 2009, un'azione legale è stata intentata nei confronti del The Philadelphia Inquirer: lo si è accusato di imparzialità nello scrivere pezzi critici nei confronti dell'uso da parte della Chester Community Charter School's di fondi pubblici dopo che le negoziazioni avvenute tra Tierney ed il rappresentante della scuola Vahan H. Gureghian sono fallite.

## Organizzazione
Il The Philadelphia Inquirer ha sede nel The Inquirer Building, nel centro storico di Filadelfia assieme al Philadelphia Daily News. Viene stampato sette giorni alla settimana allo Schuylkill Printing Plant di Conshohocken in Pennsylvania. In base alle stime dell'Audit Bureau of Circulations, il quotidiano è il sedicesimo giornale più venduto degli USA. Per l'edizione domenicale le vendite approssimativamente raddoppiano. L'editore è Brian Tierney, che ha rimpiazzato Joseph Natoli dopo le sue dimissioni il primo agosto 2006. Suo vice è William Marimow, ex reporter del The Inquirer vincitore di un Pulitzer entrato in carica nel novembre 2006 al posto di Amanda Bennett. La società controllante è Philadelphia Newspapers LLC, che ha acquistato la Philadelphia Newspapers Inc. nel 2006. Dal 1995, la versione elettronica del The Inquirer è disponibile su Internet su Philly.com, che, assieme al Philadelphia Daily News ed a molte pubblicazioni regionali, è una divisione della Philadelphia Newspapers LLC.
Il The Philadelphia Inquirer a livello locale copre Filadelfia, il Sud Est della Pennsylvania ed il New Jersey meridionale. In Pennsylvania, il giornale ha uffici a Conshohocken, Doylestown, Media, West Chester e Norristown, nel New Jersey a Cherry Hill Township e Margate City. Nel 2004, il The Inquirer ha dato inizio a una partnership con la stazione di Filadelfia della NBC, WCAU, che ha permesso al quotidiano di avere accesso alle previsioni del tempo della compagnia.

## Premi Pulitzer assegnati
Durante la sua storia il giornale ricevette i seguenti premi Pulitzer.
| Anno                                            | Categoria                                 | Assegnatario/i                                        | Motivazione |
| ----------------------------------------------- | ----------------------------------------- | ----------------------------------------------------- | --- |
| 1975                                            | National Reporting                        | Donald Barlett e James B. Steele                      | (inglese) «"Auditing the Internal Revenue Service" series.» (italiano) «Per la serie "Auditing the Internal Revenue Service".»                                                                                      |
| 1976                                            | Editorial Cartooning                      | Tony Auth                                             | (inglese) «O beautiful for spacious skies, For amber waves of grain.» (italiano) «Meraviglioso per i cieli immensi e le onde ambrate di grano.»                                                                     |
| 1977                                            | Local Investigative Specialized Reporting | Acel Moore e Wendell Rawls, Jr.                       | (inglese) «Report on the conditions at the Fairview State Hospital for the mentally ill.» (italiano) «Rapporti sulle condizioni dei ricoverati presso l'ospedale psichiatrico Fairview State Hospital.»             |
| 1978                                            | Public Service                            | The Philadelphia Inquirer                             | (inglese) «A series of articles on the abuse of power by Philadelphia police.» (italiano) «Serie di articoli su abusi di potere da parte della Polizia di Filadelfia.»                                              |
| 1979                                            | International Reporting                   | Richard Ben Cramer                                    | (inglese) «Reports from the Middle East.» (italiano) «Serie di reportage dal Medio Oriente.» |
| 1980                                            | Local General or Spot News Reporting      | Staff del The Philadelphia Inquirer                   | (inglese) «Coverage of the Three Mile Island accident.» (italiano) «Copertura data all'incidente di Three Mile Island.»                                                                                             |
| 1985                                            | Investigative Reporting                   | William K. Marimow                                    | (inglese) «Expose on the Philadelphia police K-9 unit.» (italiano) «Rivelazioni sull'unità K-9 della Polizia di Filadelfia.»                                                                                        |
| 1985                                            | Feature Photography                       | Larry C. Price                                        | (inglese) «Series of photographs from Angola and El Salvador.» (italiano) «Serie di fotografia dall'Angola e da El Salvador.»                                                                                       |
| 1986                                            | National Reporting                        | Arthur Howe                                           | (inglese) «Report on deficiencies in IRS processing of tax returns-reporting.» (italiano) «Rapporti sull'inefficienza dell'Internal Revenue Service.»                                                               |
| 1986                                            | Feature Photography                       | Tom Gralish                                           | (inglese) «Series of photographs on the homeless in Philadelphia.» (italiano) «Serie di fotografie ai senzatetto di Filadelfia.»                                                                                    |
| 1987                                            | Investigative Reporting                   | John Woestendiek                                      | (inglese) «Prison beat reporting.» (italiano) «Reportage sul campo dai carceri.» |
| 1987                                            | Investigative Reporting                   | Daniel R. Biddle, H. G. Bissinger e Fredric N. Tulsky | (inglese) «"Disorder in the Court".» (italiano) «Per "Disorder in the Court" (Disordini in tribunale).» |
| 1987                                            | Feature Writing                           | Steve Twomey                                          | (inglese) «Profile of life aboard an aircraft carrier.» (italiano) «Storia della vita su una portaerei.» |
| 1988                                            | National Reporting                        | Tim Weiner                                            | (inglese) «Series on a secret Pentagon budget used for defense research and an arms buildup.» (italiano) «Serie su un budget segreto del Pentagono usato per la ricerca sulla difesa e per la costruzione di armi.» |
| 1989                                            | National Reporting                        | Donald Barlett e James B. Steele                      | (inglese) «Investigation into the Tax Reform Act of 1986.» (italiano) «Indagine sulla riforma fiscale del 1986.» |
| 1989                                            | Feature Writing                           | David Zucchino                                        | (inglese) «"Being Black in South Africa".» (italiano) «Per "Being Black in South Africa" (Essere nero in Sudafrica).»                                                                                               |
| 1990                                            | Public Service                            | Gilbert M. Gaul                                       | (inglese) «Report on the American blood industry.» (italiano) «Serie sull'industria del sangue negli USA.» |
| 1997                                            | Explanatory Journalism                    | Michael Vitez, April Saul e Ron Cortes                | (inglese) «Series on the choices of the critically-ill.» (italiano) «Serie sulle scelte dei malati terminali.» |
| Fonte: The Pulitzer Prizes: Columbia University |                                           |                                                       | |